# Serapion (arcybiskup suzdalski)
Serapion (zm. 1653) – rosyjski biskup prawosławny.
W 1618 wzmiankowany jako przełożony Monasteru Tołgskiego. 5 października 1634 miała miejsce jego chirotonia na biskupa suzdalskiego i tarusskiego. W 1642 był jednym z wskazanych przez cara Michała Romanowa kandydatów do objęcia urzędu patriarchy moskiewskiego i całej Rusi, jednak po losowaniu wybrany został archimandryta Monasteru Simonowskiego Józef. W 1645 uczestniczył w koronacji Aleksego Romanowa na cara. Zmarł w 1653 i został pochowany w soborze Narodzenia Matki Bożej w Suzdalu, w którym wcześniej z jego inicjatywy wykonano nową dekorację malarską.